# Taiyō No Kiss
Singles de ZONE
Sotsugyō
(2004) Glory Colors ~Kaze No Tobira~
(2004)
Taiyō No Kiss est le 13e single major du groupe ZONE sous le label Sony Music Records et le 14e en tout, sorti le 2 juin 2004 au Japon. Il arrive 8e à l'Oricon et reste classé 9 semaines pour un total de 51 000 exemplaires vendus dans cette période. Il sort au format CD et CD+DVD.
Taiyō No Kiss a été utilisé comme campagne publicitaire pour Kaou 8x4. Taiyō No Kiss se trouve sur la compilation E ~Complete A side Singles~ et sur l'album en hommage au groupe ZONE Tribute ~Kimi ga Kureta Mono~.

## Liste des titres
Les paroles et la musique ont été composées par Machida Norihiko (町田紀彦).
| 1. | Taiyō No Kiss (太陽のKiss)                 | 3:36 |
| 2. | Real (REAL)                                | 4:32 |
| 3. | Taiyō No Kiss (backing track) (太陽のKiss) | 3:36 |
| 4. | Real (backing track) (REAL)                | 4:29 |

| 1. | Taiyō No Kiss (太陽のKiss)                          |  |
| 2. | Shinsei ZONE '04 Digest (新生ZONE '04 ダイジェスト) |  |